# Olga Jakovleva (1963)
Olga Leonidovna Jakovleva (Russisch: Ольга Леонидовна Яковлева) (Leningrad, 15 december 1963) is een voormalig basketbalspeelster die uitkwam voor het nationale basketbalteam van de Sovjet-Unie. Ze kreeg de onderscheidingen Meester in de sport van de Sovjet-Unie in 1983.

## Carrière
Jakovleva speelde van 1981 tot 1989 voor Spartak Leningrad, (later Elektrosila Leningrad genoemd). Ze werd met Spartak tweede om het landskampioenschap van de Sovjet-Unie in 1987 en derde in 1988. In 1988 won ze de bronzen medaille op de Olympische Spelen. In 1986 werd ze tweede op het wereldkampioenschap. In 1985, 1986 en 1987 werd ze Europees kampioen. In 1984 won ze goud op de Vriendschapsspelen, en toernooi dat werd gehouden voor landen die de Olympische Spelen van 1984 boycotte.
Ze trouwde met bokser Vjatsjeslav Jakovlev.

## Erelijst
- Landskampioen Sovjet-Unie:
  - Tweede: 1987
  - Derde: 1988
- Olympische Spelen:
  - Brons: 1988
- Wereldkampioenschap:
  - Zilver: 1986
- Europees Kampioenschap: 3
  - Goud: 1983, 1985, 1987
- Goodwill Games:
  - Zilver: 1986
- Vriendschapsspelen: 1
  - Goud: 1984